# Динка (растения)
Вижте пояснителната страница за други значения на Динка.
Динка (Sanguisorba) е род тревисти многогодишни растения от семейство Розови. Около 30 вида. В България се срещат два вида: Дребна динка (малко динче) – Sanguisorba minor и лечебна динка Sanguisorba officinalis. Името „динка“ или „динче“, понякога „любениче“ идва от специфичната миризма на листата: ако те се стрият в ръка, се усеща много характерната свежа миризма на динена кора. Разпространени са из ливади и пасища, в планините. Отвара от коренищата на лечебната динка се използват за медицински цели.

## Видове
- Sanguisorba annua
- Sanguisorba canadensis
- Sanguisorba menziesii
- Sanguisorba minor – Дребна динка (единственият вид, който се ползва в кулинарията и влиза в състава на т.нар. "франкфуртски зелен сос"
- Sanguisorba occidentalis
- Sanguisorba officinalis – Лечебна динка